# Lsof
lsof je příkaz znamenající „seznam otevřených souborů“, který je používán v unixových systémech k vrácení informací o všech otevřených souborech a procesech, které je otevřely. Tento open source nástroj byl vyvinut Victorem A. Abellem. Je podporován několika unixovými systémy.

## Příklady
Otevřené soubory zahrnují soubory otevřené z disku, pojmenované roury, síťové soubory a zařízení otevřené všemi procesy. Jedno z užití tohoto příkazu je, když nelze odpojit disk, protože jsou soubory z něj právě používány. Seznam otevřených souborů lze nalézt (vhodně vyfiltrovat), a poté určit proces, který používá dané soubory.
```
 $ 
lsof
 
/var

 COMMAND     PID     USER   FD   TYPE DEVICE SIZE/OFF   NODE NAME

 syslogd     350     root    5w  VREG  222,5        0 440818 /var/adm/messages

 syslogd     350     root    6w  VREG  222,5   339098   6248 /var/log/syslog

 cron        353     root  cwd   VDIR  222,5      512 254550 /var -- atjobs

```

Zobrazení portů spojených s démonem:
```
 $ 
lsof
 
-i
 
-n
 
-P
 
|
 
grep
 
sendmail

 sendmail  31649    root    4u  IPv4 521738       TCP *:25 (LISTEN)

```

Z výše uvedeného příkladu je vidět, že „sendmail“ naslouchá na standardním portu „25“.
- -i : Seznam IP socketů.
- -n : Nepřekládá jména hostitelů.
- -P : Nepřekládá jména portů.

## Výstupy lsof
Výstup lsof popisuje:
- identifikační číslo procesu (PID), který soubor otevřel;
- identifikační číslo skupiny procesů (PGID), které soubor otevřely;
- identifikační číslo rodičovského procesu (PPID);
- příkaz, který proces vykonává;
- vlastníka procesu;
- pro všechny soubory využívané procesem, kde jsou zahrnuty i textové soubory a sdílené knihovny je použito:
  - režim přístupu k souboru;
  - stav zámku souboru;
  - čísla zařízení využívající soubor;
  - inode číslo souboru;
  - velikost souboru nebo ofset;
  - název souborového systému, který obsahuje soubor;
  - jména složek proudu souboru;
  - místní a vzdálené síťové adresy souboru;
  - TCP stav souboru, délka čtecí a zapisovací fronty;
  - hodnoty jiných vlastností souboru.